# 氟氧化钍
氟氧化钍是一种无机化合物，化学式为ThOF2。它可由二氧化钍和四氟化钍在900 °C反应制得。在原料中加入二氧化铈进行合成，可以得到ThOF2:Ce，它相比于LaF3:Ce，有着更低能量的发射。